# Culex huangae
Culex huangae är en tvåvingeart som beskrevs av Meng 1958. Culex huangae ingår i släktet Culex och familjen stickmyggor. Inga underarter finns listade i Catalogue of Life.